# Kuwait Towers

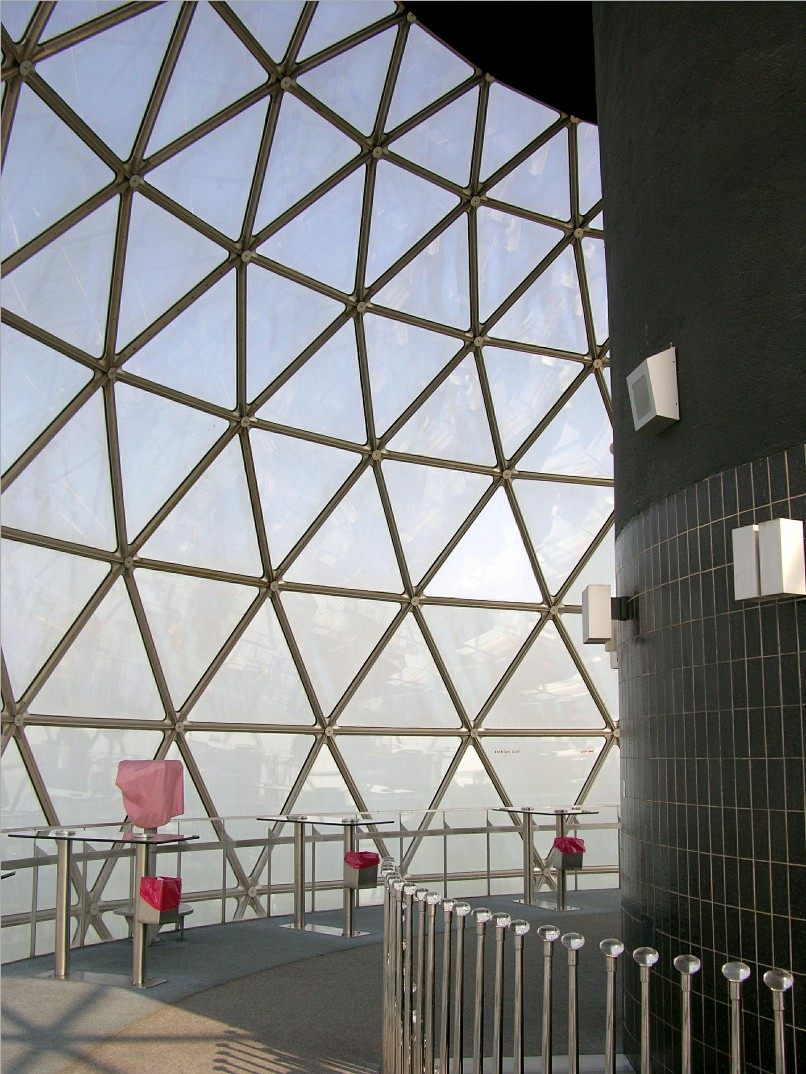
Inifrån utsiktsplatsen av Kuwait Towers

Kuwait Towers är en grupp av tre smala torn i staden Kuwait byggda på en udde som skjuter ut i Persiska viken. De invigdes den 26 februari 1977  och framstod som en symbol för det moderna Kuwait.

## Utförande
Huvudtornet är 187 meter högt och bär upp två sfärer. Den nedre innehåller i sin underdel ett vattenmagasin på 4 500 kubikmeter och i sin överdel på 82 meters höjd en restaurang för 90 personer, ett kafé, en lounge och sammanträdeslokal. Den övre sfären innehåller på 123 meters höjd ett kafé, som roterar ett varv på 30 minuter.  Det andra tornet är 147 meter högt och fungerar som vattentorn medan det tredje tornet innehåller kontrollutrustning för strömtillförsel och armatur som belyser de två andra högre tornen. Som vattentorn har de tillsammans en kapacitet på 9 000 kubikmeter.   Fastän det finns tre torn, kallas de ofta Kuwait Tower i singular.
Tornen är designade av den danska arkitekten och formgivaren Malene Bjørn som ett inslag i ett vattenförsörjningsprojekt, som utfördes av det svenska konsultföretaget VBB (sedan 1997 "Sweco"). Företagets chefsarkitekt Sune Lindström lät uppföra fem grupper av vattentorn av samma slag som hans uppmärksammade "Svampen" i Örebro, (se Kuwaits vattentorn), men emiren av Kuwait, schejk Jaber al-Ahmad, ville ha något mer attraktivt för den sjätte platsen. Av tio utarbetade förslag presenterade VBB tre för emiren, som valde det av Malene Bjørn.
Projekteringen av Kuwait Towers utfördes av VBB, som uppdrog åt byggföretaget Union Enginering (Union-Inzenjering)  i Belgrad, Jugoslavien att uppföra dem. Tornen är uppförda i armerad betong och särskilt med förspända konstruktioner. Byggarbetet skedde 1971-1976 och den 1 mars 1979 öppnades huvudtornet för allmänheten.
De tre sfärerna är täckta av ungefär 41 000 emaljerade stålrondeller i åtta olika blåa, gröna och gråa nyanser, som skall påminna om traditionella kakelklädda moskéer. Rondellerna är placerade i ett spiralmönster kring sfärerna. Enligt arkitekten skall tornen anspela på mänsklighet och teknologi, symboliserade av jordgloben och raketen. Tornen tilldelades tillsammans med vattentornen Aga Khans arkitekturpris (1980 Cycle). Under Kuwaitkriget 1990-1991 skadades tornen och de repareras 2012.

## Bildgalleri

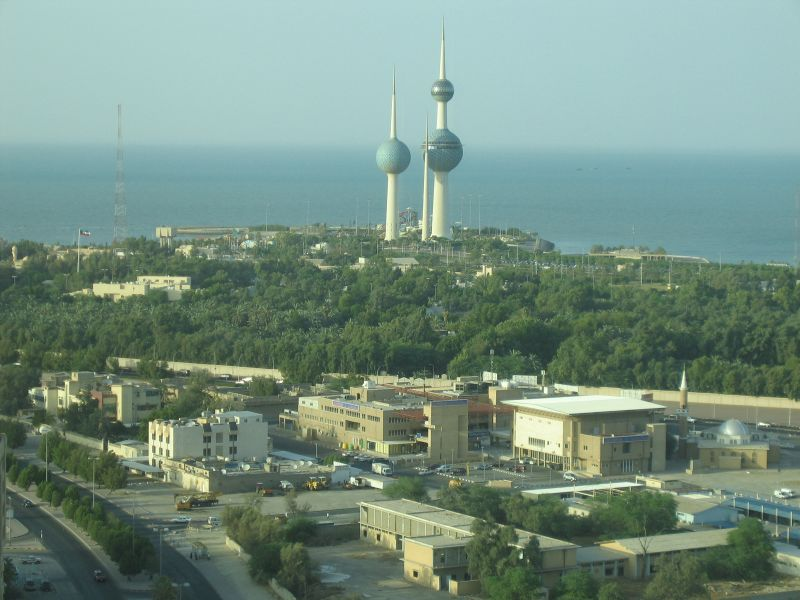
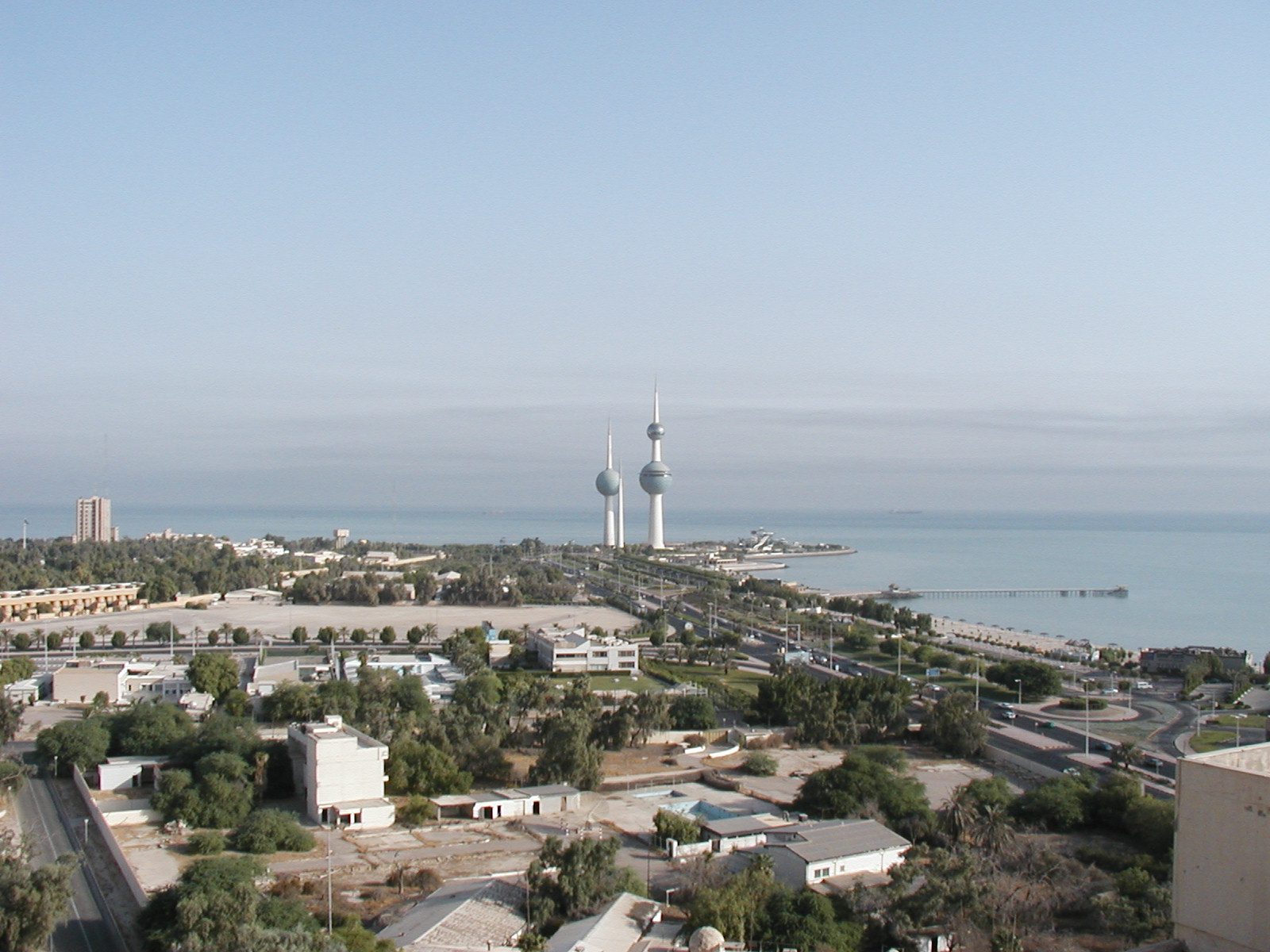